# Elezioni parlamentari in Bangladesh del 2014
Le elezioni parlamentari in Bangladesh del 2014 si sono tenute il 5 gennaio per il rinnovo della Camera della Nazione.

## Risultati
| Liste                                 | Voti       | %     | Seggi |
| ------------------------------------- | ---------- | ----- | ----- |
| Lega Popolare Bengalese               | 36 173 883 | 79,14 | 234   |
| Jatiya Party (Ershad)                 | 5 167 698  | 11,31 | 34    |
| Partito dei Lavoratori del Bangladesh | 939 581    | 2,06  | 6     |
| Partito Socialista Nazionale          | 798 644    | 1,75  | 5     |
| Partito Nazionalista del Bangladesh   | 140 937    | 0,31  | 1     |
| Jatiya Party (Manju)                  | 140 933    | 0,31  | 2     |
| Federazione Tarikat del Bangladesh    | 140 891    | 0,31  | 2     |
| Indipendenti                          | 2 208 016  | 4,83  | 15    |
| Altri                                 | 1 409 372  | 3,08  | 1     |
| Totale                                | 45 710 583 | 100   | 300   |